# Assedio di Uozu
L'assedio di Uozu (魚津城の戦い?, Uozu-jō no tatakai) avvenne nel 1582 ai confini della provincia di Etchū e quella di Echigo. Si scontrarono Oda Nobunaga e il clan Uesugi guidato da Uesugi Kagekatsu. Entrambi gli schieramenti erano sotto la minaccia degli Ikkō-ikki di Etchū. 
Con la morte di Uesugi Kenshin e la successiva disputa di successione interna al clan Uesugi, questo ne risultò notevolmente indebolito e Oda Nobunaga, dopo aver definitivamente sconfitto il clan Takeda a Tenmokuzan, ne approfittò per espandere i suoi domini nella regione di Hokuriku, impresa che venne fermata anni prima nella battaglia di Tedorigawa.
Nakajō Kageyasu, servitore del clan Uesugi, guidò la guarnigione del forte e riuscì a resistere per più di un mese, ma alla fine, vedendo la sconfitta inevitabile, decise di commettere seppuku assieme ad altri tredici importanti servitori Uesugi presenti nel castello. 
Dopo questa vittoria le forze Oda erano molto motivate ad avanzare nei territori Uesugi, ma Oda Nobunaga fu ucciso il giorno della capitolazione del castello nell'incidente di Honnō-ji e l'esercito Oda si divise tornado frettolosamente nei propri territori.
Una forza Uesugi guidata da Suda Mitsuchika riprese il castello poco dopo.